# APG IV-systemet
APG IV-systemet er en moderne taksonomi til klassificering af blomsterplanterne. Den blev offentliggjort den 6. april 2016 af Angiosperm Phylogeny Group (APG) i tidsskriftet Botanical Journal of the Linnean Society 7 år efter, at forgængeren, APG III-systemet, blev offentliggjort i samme blad.
Mens man sidst bragte et forslag til en ledsagende, men særskilt og formel fylogenetisk klassifikation for alle landplanter, der var i overensstemmelse med APG III-klassifikationen, har man denne gang besluttet at indføje klassifikationen i selve APG IV-systembeskrivelsen.

## Ændringer i forhold til APG III
I sammenligning med APG III-systemet anerkender APG IV-systemet fem nye ordener: Rublad-ordenen (’’Boraginales’’), Dilleniales, Icacinales, Metteniusales og Vahliales. Desuden er der nogle nye familier, sådan systemet nu rummer 64 ordener og 416 familier indenfor de dækfrøede.

## Oversigt over systemets ordener og familier
Tegnforklaring:
* = Familien er ny eller dens indhold er ændret siden APG III-systemet fra 2009
† = Ny anerkendt orden i APG IV-systemet

### Basale dækfrøede
- Amborellales Melikyan et al.
  - Amborellaceae Pichon, nom. cons.
- Nøkkerose-ordenen (Nymphaeales) Salisb. ex Bercht. & J.Presl
  - Hydatellaceae U.Hamann
  - Cabombaceae Rich. ex A.Rich., nom. cons.
  - Nøkkerose-familien (Nymphaeaceae) Salisb., nom. cons.
- Austrobaileyales Takht. ex Reveal
  - Austrobaileyaceae Croizat, nom. cons.
  - Trimeniaceae Gibbs, nom. cons.
  - Schisandraceae Blume, nom. cons.

### Magnoliider
- Canella-ordenen (Canellales) Cronq.
  - Canella-familien (Canellaceae) Mart., nom. cons.
  - Wintera-familien (Winteraceae) R.Br. ex Lindl., nom. cons.
- Peber-ordenen (Piperales) Bercht. & J.Presl
  - Saururaceae Rich. ex T.Lestib., nom. cons.
  - Peber-familien (Piperaceae) Giseke, nom. cons.
  - Slangerod-familien (Aristolochiaceae) Juss., nom. cons. * (omfattende Asaraceae Vent., Hydnoraceae C.Agardh, nom. cons. og Lactoridaceae Engl., nom. cons.)
- Magnolie-ordenen (Magnoliales) Juss. ex Bercht. & J.Presl
  - Muskatnød-familien (Myristicaceae) R.Br., nom. cons.
  - Magnolie-familien (Magnoliaceae) Juss., nom. cons.
  - Degeneriaceae I.W.Bailey & A.C.Sm., nom. cons.
  - Himantandraceae Diels, nom. cons.
  - Eupomatiaceae Orb., nom. cons.
  - Cherimoya-familien (Annonaceae) Juss., nom. cons.
- Laurbær-ordenen (Laurales) Juss. ex Bercht. & J.Presl
  - Kanelbusk-familien (Calycanthaceae) Lindl., nom. cons.
  - Siparunaceae Schodde
  - Gomortegaceae Reiche, nom. cons.
  - Atherospermataceae R.Br.
  - Hernandiaceae Blume, nom. cons.
  - Monimiaceae Juss., nom. cons.
  - Laurbær-familien (Lauraceae) Juss., nom. cons.

### Uafhængig linje: ikke placeret i forhold til nogen mere omfattende gruppering
- Chloranthales Mart.
  - Chloranthaceae R.Br. ex Sims, nom. cons.

### Enkimbladede
- Kalmus-ordenen (Acorales) Mart.
  - Kalmus-familien (Acoraceae) Martinov
- Skeblad-ordenen (Alismatales) R.Br. ex Bercht. & J.Presl
  - Arum-familien (Araceae) Juss., nom. cons.
  - Tofieldiaceae Takht.
  - Skeblad-familien (Alismataceae) Vent., nom. cons.
  - Brudelys-familien (Butomaceae) Mirb., nom. cons.
  - Frøbid-familien (Hydrocharitaceae) Juss., nom. cons.
  - Blomstersiv-familien (Scheuchzeriaceae) F.Rudolphi, nom. cons.
  - Søaks-familien (Aponogetonaceae) Planch., nom. cons.
  - Trehage-familien (Juncaginaceae) Rich., nom. cons. *
  - Maundiaceae Nakai *
  - Bændeltang-familien (Zosteraceae) Dumort., nom. cons.
  - Vandaks-familien (Potamogetonaceae) Bercht. & J.Presl, nom. cons
  - Posidoniaceae Vines, nom. cons.
  - Ruppiaceae Horan., nom. cons.
  - Cymodoceaceae Vines, nom. cons.
- Petrosaviales Takht.
  - Petrosaviaceae Hutch., nom. cons.
- Yams-ordenen (Dioscoreales) Mart.
  - Benbræk-familien (Nartheciaceae) Fr. ex Bjurzon
  - Burmanniaceae Blume, nom. cons. (ikke monofyletisk)
  - Yams-familien (Dioscoreaceae) R.Br., nom. cons.
- Skruepalme-ordenen (Pandanales) R.Br. ex Bercht. & J.Presl
  - Triuridaceae Gardner, nom. cons.
  - Velloziaceae J.Agardh, nom. cons.
  - Stemonaceae Caruel, nom. cons.
  - Cyclanthaceae Poit. ex A.Rich., nom. cons.
  - Skruepalme-familien (Pandanaceae) R.Br., nom. cons.
- Lilje-ordenen (Liliales) Perleb
  - Campynemataceae Dumort.
  - Corsiaceae Becc., nom. cons.
  - Giftlilje-familien (Melanthiaceae) Batsch ex Borkh., nom. cons.
  - Petermanniaceae Hutch, nom. cons.
  - Inkalilje-familien (Alstroemeriaceae) Dumort., nom. cons.
  - Tidløs-familien (Colchicaceae) DC., nom. cons.
  - Philesiaceae Dumort., nom. cons.
  - Ripogonaceae Conran & Clifford
  - Sarsaparil-familien (Smilacaceae) Vent., nom. cons.
  - Lilje-familien (Liliaceae) Juss., nom. cons.
- Asparges-ordenen (Asparagales) Link
  - Gøgeurt-familien (Orchidaceae) Juss., nom. cons.
  - Boryaceae M.W.Chase et al.
  - Blandfordiaceae R.Dahlgren & Clifford
  - Asteliaceae Dumort.
  - Lanariaceae H.Huber ex R.Dahlgren
  - Hypoxidaceae R.Br., nom. cons.
  - Doryanthaceae R.Dahlgren & Clifford
  - Ixioliriaceae Nakai (tidligere "Ixiolirionaceae"; stavemåde rettet)
  - Tecophilaeaceae Leyb., nom. cons.
  - Iris-familien (Iridaceae) Juss., nom. cons.
  - Xeronemataceae M.W.Chase et al.
  - Affodil-familien (Asphodelaceae) Juss., nom. cons. prop. (omfattende Xanthorrhoeaceae Dumort., nom. cons.)
  - Påskelilje-familien (Amaryllidaceae) J.St.-Hil., nom. cons.
  - Asparges-familien (Asparagaceae) Juss., nom. cons.
- Palme-ordenen (Arecales) Bromhead
  - Dasypogonaceae Dumort.
  - Palme-familien (Arecaceae) Bercht. & J.Presl, nom. cons. (= Palmae Juss., nom. cons.)
- Tradescantia-ordenen (Commelinales) Mirb. ex Bercht. & J.Presl
  - Hanguanaceae Airy Shaw
  - Tradescantia-familien (Commelinaceae) Mirb., nom. cons.
  - Philydraceae Link, nom. cons.
  - Pontederiaceae Kunth, nom. cons.
  - Haemodoraceae R.Br., nom. cons.
- Ingefær-ordenen (Zingiberales) Griseb.
  - Strelitziaceae Hutch., nom. cons.
  - Lowiaceae Ridl., nom. cons.
  - Heliconiaceae Vines
  - Banan-familien (Musaceae) Juss., nom. cons.
  - Cannaceae Juss., nom. cons.
  - Marantaceae R.Br., nom. cons.
  - Costaceae Nakai
  - Ingefær-familien (Zingiberaceae) Martinov, nom. cons.
- Græs-ordenen (Poales) Small
  - Dunhammer-familien (Typhaceae) Juss., nom. cons.
  - Ananas-familien (Bromeliaceae) Juss., nom. cons.
  - Rapateaceae Dumort., nom. cons.
  - Xyridaceae C.Agardh, nom. cons.
  - Eriocaulaceae Martinov, nom. cons.
  - Mayacaceae Kunth, nom. cons.
  - Thurniaceae Engl., nom. cons.
  - Siv-familien (Juncaceae) Juss., nom. cons.
  - Halvgræs-familien (Cyperaceae) Juss., nom. cons.
  - Restionaceae R.Br., nom. cons. * (omfattende Anarthriaceae D.W.Cutler & Airy Shaw, og Centrolepidaceae Endl., nom. cons.)
  - Flagellariaceae Dumort., nom. cons.
  - Joinvilleaceae Toml. & A.C.Sm.
  - Ecdeiocoleaceae D.W.Cutler & Airy Shaw
  - Græs-familien (Poaceae) Barnhart, nom. cons. (= Gramineae Juss., nom. cons.)

### Sandsynligvis en søsterlinje til deægte Tokimbladede
- Hornblad-ordenen (Ceratophyllales) Link
  - Hornblad-familien (Ceratophyllaceae) Gray, nom. cons.

### Ægte Tokimbladede
- Ranunkel-ordenen (Ranunculales) Juss. ex Bercht. & J.Presl
  - Eupteleaceae K.Wilh., nom. cons.
  - Valmue-familien (Papaveraceae) Juss., nom. cons.
  - Circaeasteraceae Hutch., nom. cons.
  - Blåbælg-familien (Lardizabalaceae) R.Br., nom. cons.
  - Menispermaceae Juss., nom. cons.
  - Berberis-familien (Berberidaceae) Juss., nom. cons.
  - Ranunkel-familien (Ranunculaceae) Juss., nom. cons.
- Protea-ordenen (Proteales) Juss. ex Bercht. & J.Presl
  - Sabiaceae Blume, nom. cons.
  - Lotus-familien (Nelumbonaceae) A.Rich., nom. cons.
  - Platan-familien (Platanaceae) T.Lestib., nom. cons.
  - Proteaceae Juss., nom. cons.
- Hjultræ-ordenen (Trochodendrales) Takht. ex Cronq.
  - Hjultræ-familien (Trochodendraceae) Eichler, nom. cons.
- Buksbom-ordenen (Buxales) Takht. ex Reveal
  - Buksbom-familien (Buxaceae) Dumort., nom. cons. * (omfattende Haptanthaceae C.Nelson)

### Ægte tokimbladede, kerne
- Gunnera-ordenen (Gunnerales) Takht. ex Reveal
  - Myrothamnaceae Nied., nom. cons.
  - Gunnera-familien (Gunneraceae) Meisn., nom. cons.
- Hibbertia-ordenen (Dilleniales) DC. ex Bercht. & J.Presl †
  - Hibbertia-familien (Dilleniaceae) Salisb., nom. cons.

### Overordnede rosen-blomstrede
- Stenbræk-ordenen (Saxifragales) Bercht. & J.Presl
  - Peridiscaceae Kuhlm., nom. cons.
  - Pæon-familien (Paeoniaceae) Raf., nom. cons.
  - Altingiaceae Lindl., nom. cons.
  - Troldnød-familien (Hamamelidaceae) R.Br., nom. cons.
  - Hjertetræ-familien (Cercidiphyllaceae) Engl., nom. cons.
  - Daphniphyllaceae Müll.Arg., nom. cons.
  - Drueved-familien (Iteaceae) J.Agardh, nom. cons.
  - Ribs-familien (Grossulariaceae) DC., nom. cons.
  - Saxifragaceae Juss., nom. cons.
  - Stenurt-familien (Crassulaceae) J.St.-Hil., nom. cons.
  - Aphanopetalaceae Doweld
  - Tetracarpaeaceae Nakai
  - Penthoraceae Rydb. ex Britton, nom. cons.
  - Haloragaceae R.Br., nom. cons.
  - Cynomoriaceae Endl. ex Lindl., nom. cons.

#### Rosen-blomstrede
- Vin-ordenen (Vitales) Juss. ex Bercht. & J.Presl
  - Vin-familien (Vitaceae) Juss., nom. cons.
- Kreosotbusk-ordenen (Zygophyllales) Link
  - Krameriaceae Dumort., nom. cons.
  - Kreosotbusk-familien (Zygophyllaceae) R.Br., nom. cons.
- Ærteblomst-ordenen (Fabales) Bromhead
  - Quillajaceae D.Don
  - Ærteblomst-familien (Fabaceae) Lindl., nom. cons. (= "Leguminosae" Juss., nom. cons.)
  - Surianaceae Arn., nom. cons.
  - Mælkeurt-familien (Polygalaceae) Hoffmanns. & Link, nom. cons.
- Rosen-ordenen (Rosales) Bercht. & J.Presl
  - Rosen-familien (Rosaceae) Juss., nom. cons.
  - Barbeyaceae Rendle, nom. cons.
  - Dirachmaceae Hutch.
  - Sølvblad-familien (Elaeagnaceae) Juss., nom. cons.
  - Korsved-familien (Rhamnaceae) Juss., nom. cons.
  - Elme-familien (Ulmaceae) Mirb., nom. cons.
  - Hamp-familien (Cannabaceae) Martinov, nom. cons.
  - Moraceae Gaudich., nom. cons.
  - Nælde-familien (Urticaceae) Juss., nom. cons.
- Bøge-ordenen (Fagales) Engl.
  - Sydbøg-familien (Nothofagaceae) Kuprian.
  - Bøge-familien (Fagaceae) Dumort., nom. cons.
  - Pors-familien (Myricaceae) Rich. ex Kunth, nom. cons.
  - Valnød-familien (Juglandaceae) DC. ex Perleb, nom. cons.
  - Jerntræ-familien (Casuarinaceae) R.Br., nom. cons.
  - Ticodendraceae Gomez-Laur. & L.D.Gomez
  - Birke-familien (Betulaceae) Gray, nom. cons.
- Græskar-ordenen (Cucurbitales) Juss. ex Bercht. & J.Presl
  - Apodanthaceae Tiegh. ex Takht. *
  - Anisophylleaceae Ridl.
  - Corynocarpaceae Engl., nom. cons.
  - Coriariaceae DC., nom. cons.
  - Græskar-familien (Cucurbitaceae) Juss., nom. cons.
  - Tetramelaceae Airy Shaw
  - Datiscaceae Dumort., nom. cons.
  - Begoniaceae C.Agardh, nom. cons.

#### COM gren[2]med usikker placering
- Benved-ordenen (Celastrales)
  - Lepidobotryaceae J. Leonard, nom. cons.
  - Benved-familien (Celastraceae) R.Br., nom. cons.
- Surkløver-ordenen (Oxalidales) Bercht. & J.Presl
  - Huaceae A.Chev.
  - Connaraceae R.Br., nom. cons.
  - Surkløver-familien (Oxalidaceae) R.Br., nom. cons.
  - Cunoniaceae R.Br., nom. cons.
  - Elaeocarpaceae Juss., nom. cons.
  - Cephalotaceae Dumort., nom. cons.
  - Brunelliaceae Engl., nom. cons.
- Barbadoskirsebær-ordenen (Malpighiales) Juss. ex Bercht. & J.Presl
  - Pandaceae Engl. & Gilg, nom. cons.
  - Irvingiaceae Exell & Mendonça, nom. cons. * (omfattende Allantospermum Forman)
  - Ctenolophonaceae Exell & Mendonça
  - Mangrovetræ-familien (Rhizophoraceae) Pers., nom. cons.
  - Coca-familien (Erythroxylaceae) Kunth, nom. cons.
  - Fugleøjebusk-familien (Ochnaceae) DC., nom. cons.
  - Bonnetiaceae L.Beauvis. ex Nakai
  - Clusiaceae Lindl., nom. cons. (= Guttiferae Juss., nom. cons.)
  - Calophyllaceae J.Agardh
  - Podostemaceae Rich. ex Kunth, nom. cons.
  - Perikon-familien (Hypericaceae) Juss., nom. cons.
  - Caryocaraceae Voigt, nom. cons.
  - Lophopyxidaceae H.Pfeiff.
  - Putranjivaceae Meisn.
  - Centroplacaceae Doweld & Reveal
  - Bækarve-familien (Elatinaceae) Dumort., nom. cons.
  - Barbadoskirsebær-familien (Malpighiaceae) Juss., nom. cons.
  - Balanopaceae Benth. & Hook.f., nom. cons.
  - Trigoniaceae A.Juss., nom. cons.
  - Dichapetalaceae Baill., nom. cons.
  - Euphroniaceae Marc.-Berti
  - Chrysobalanaceae R.Br., nom. cons.
  - Humiriaceae A.Juss., nom. cons.
  - Achariaceae Harms, nom. cons.
  - Viol-familien (Violaceae) Batsch, nom. cons.
  - Goupiaceae Miers
  - Passionsblomst-familien (Passifloraceae) Juss. ex Roussel, nom. cons.
  - Lacistemataceae Mart., nom. cons.
  - Pile-familien (Salicaceae) Mirb., nom. cons.
  - Peraceae Klotzsch *
  - Rafflesiaceae Dumort., nom. cons.
  - Vortemælk-familien (Euphorbiaceae) Juss., nom. cons. *
  - Hør-familien (Linaceae) DC. ex Perleb, nom. cons.
  - Ixonanthaceae Planch. ex Miq., nom. cons. *
  - Picrodendraceae Small, nom. cons.
  - Phyllanthaceae Martinov, nom. cons.

#### Rosen-blomstrede fortsat
- Storkenæb-ordenen (Geraniales) Juss. ex Bercht. & J.Presl
  - Storkenæb-familien (Geraniaceae) Juss., nom. cons.
  - Francoaceae A.Juss., nom. cons. * (omfattende Bersamaceae Doweld, Greyiaceae Hutch., nom. cons., Ledocarpaceae Meyen, Melianthaceae Horan., nom. cons., Rhynchothecaceae A.Juss., Vivianiaceae Klotzsch, nom. cons.)
- Myrte-ordenen (Myrtales) Juss. ex Bercht. & J.Presl
  - Combretaceae R.Br., nom. cons.
  - Kattehale-familien (Lythraceae) J.St.-Hil., nom. cons.
  - Natlys-familien (Onagraceae) Juss., nom. cons.
  - Vochysiaceae A.St.-Hil., nom. cons.
  - Myrte-familien (Myrtaceae) Juss., nom. cons.
  - Melastomataceae Juss., nom. cons.
  - Crypteroniaceae A.DC., nom. cons.
  - Alzateaceae S.A.Graham
  - Penaeaceae Sweet ex Guill., nom. cons.
- Crossosomatales Takht. ex Reveal
  - Aphloiaceae Takht.
  - Geissolomataceae A.DC., nom. cons.
  - Strasburgeriaceae Tiegh., nom. cons.
  - Blærenød-familien (Staphyleaceae) Martinov, nom. cons.
  - Guamatelaceae S.H.Oh & D.Potter
  - Stachyuraceae J.Agardh, nom. cons.
  - Crossosomataceae Engl., nom. cons.
- Picramniales Doweld
  - Picramniaceae Fernando & Quinn
- Huerteales Doweld
  - Gerrardinaceae M.H.Alford
  - Petenaeaceae Christenh. et al. *
  - Tapisciaceae Takht.
  - Dipentodontaceae Merr., nom. cons.
- Sæbetræ-ordenen (Sapindales) Juss. ex Bercht. & J.Presl
  - Biebersteiniaceae Schnizl.
  - Nitrariaceae Lindl.
  - Kirkiaceae Takht.
  - Balsam-familien (Burseraceae) Kunth, nom. cons.
  - Sumak-familien (Anacardiaceae) R.Br., nom. cons.
  - Sæbetræ-familien (Sapindaceae) Juss., nom. cons. (omfattende Xanthocerataceae Buerki et al., som 'Xanthoceraceae')
  - Rude-familien (Rutaceae) Juss., nom. cons.
  - Kvassia-familien (Simaroubaceae) DC., nom. cons.
  - Paternostertræ-familien (Meliaceae) Juss., nom. cons.
- Katost-ordenen (Malvales) Juss. ex Bercht. & J.Presl
  - Cytinaceae A.Rich.
  - Muntingiaceae C.Bayer et al.
  - Neuradaceae Kostel., nom. cons.
  - Katost-familien (Malvaceae) Juss., nom. cons.
  - Sphaerosepalaceae Bullock
  - Dafne-familien (Thymelaeaceae) Juss., nom. cons.
  - Bixaceae Kunth, nom. cons.
  - Soløje-familien (Cistaceae) Juss., nom. cons. * (omfattende Pakaraimaea Maguire & P.S.Ashton)
  - Sarcolaenaceae Caruel, nom. cons.
  - Dipterocarpaceae Blume, nom. cons. *
- Korsblomst-ordenen (Brassicales) Bromhead
  - Akaniaceae Stapf, nom. cons.
  - Tropæolum-familien (Tropaeolaceae) Juss. ex DC., nom. cons.
  - Moringaceae Martinov, nom. cons.
  - Melontræ-familien (Caricaceae) Dumort., nom. cons.
  - Limnanthaceae R.Br., nom. cons.
  - Setchellanthaceae Iltis
  - Koeberliniaceae Engl., nom. cons.
  - Bataceae Mart. ex Perleb, nom. cons.
  - Salvadoraceae Lindl., nom. cons.
  - Emblingiaceae Airy Shaw
  - Tovariaceae Pax, nom. cons.
  - Pentadiplandraceae Hutch. & Dalziel
  - Gyrostemonaceae A.Juss., nom. cons.
  - Reseda-familien (Resedaceae) Martinov, nom. cons. * (omfattende Borthwickiaceae J.X.Su et al., Stixidaceae Doweld som 'Stixaceae', Forchhammeria Liebm.)
  - Kapers-familien (Capparaceae) Juss., nom. cons. *
  - Cleomaceae Bercht. & J.Presl
  - Korsblomst-familien (Brassicaceae) Burnett, nom. cons. (= Cruciferae Juss., nom. cons.)

### Overordnede asters-blomstrede
- Berberidopsidales Doweld
  - Aextoxicaceae Engl. & Gilg, nom. cons.
  - Berberidopsidaceae Takht.
- Sandeltræ-ordenen (Santalales) R.Br. ex Bercht. & J.Presl
  - Olacaceae R.Br., nom. cons. (ikke monofyletisk; omfattende Aptandraceae Miers, Coulaceae Tiegh., Erythropalaceae Planch. ex Miq., nom. cons., Octoknemaceae Soler. nom. cons., Strombosiaceae Tiegh. og Ximeniaceae Horan.)
  - Opiliaceae Valeton, nom. cons.
  - Balanophoraceae Rich., nom. cons.
  - Sandeltræ-familien (Santalaceae) R.Br., nom. cons. (ikke monofyletisk, hvis Balanophoraceae medtages; omfattende Amphorogynaceae Nickrent & Der, Cervantesiaceae Nickrent & Der, Comandraceae Nickrent & Der, Nanodeaceae Nickrent & Der, Thesiaceae Vest og Viscaceae Batsch)
  - Misodendraceae J.Agardh, nom. cons.
  - Schoepfiaceae Blume
  - Mistelten-familien (Loranthaceae) Juss., nom. cons.
- Nellike-ordenen (Caryophyllales) Juss. ex Bercht. & J.Presl
  - Frankeniaceae Desv., nom. cons.
  - Tamarisk-familien (Tamaricaceae) Link, nom. cons.
  - Hindebæger-familien (Plumbaginaceae) Juss., nom. cons.
  - Pileurt-familien (Polygonaceae) Juss., nom. cons.
  - Soldug-familien (Droseraceae) Salisb., nom. cons.
  - Kandebærer-familien (Nepenthaceae) Dumort, nom. cons.
  - Drosophyllaceae Chrtek et al.
  - Dioncophyllaceae Airy Shaw, nom. cons.
  - Ancistrocladaceae Planch. ex Walp., nom. cons.
  - Rhabdodendraceae Prance
  - Jojoba-familien (Simmondsiaceae) Tiegh.
  - Physenaceae Takht.
  - Asteropeiaceae Takht. ex Reveal & Hoogland
  - Macarthuriaceae Christenh. *
  - Microteaceae Schäferhoff & Borsch *
  - Nellike-familien (Caryophyllaceae) Juss., nom. cons.
  - Achatocarpaceae Heimerl, nom. cons.
  - Amarant-familien (Amaranthaceae) Juss., nom. cons.
  - Stegnospermataceae Nakai
  - Limeaceae Shipunov ex Reveal *
  - Lophiocarpaceae Doweld & Reveal
  - Kewaceae Christenh. *
  - Barbeuiaceae Nakai
  - Gisekiaceae Nakai
  - Aizoaceae Martinov, nom. cons.
  - Kermesbær-familien (Phytolaccaceae) R.Br., nom. cons. *
  - Petiveriaceae C.Agardh * (omfattende Rivinaceae C.Agardh)
  - Sarcobataceae Behnke
  - Nyctaginaceae Juss., nom. cons.
  - Molluginaceae Bartl., nom. cons. *
  - Montiaceae Raf.
  - Didiereaceae Radlk., nom. cons.
  - Basellaceae Raf., nom. cons.
  - Halophytaceae S.Soriano
  - Talinaceae Doweld
  - Portulak-familien (Portulacaceae) Juss., nom. cons.
  - Anacampserotaceae Eggli & Nyffeler
  - Kaktus-familien (Cactaceae) Juss., nom. cons.

#### Asters-blomstrede
- Kornel-ordenen (Cornales) Link
  - Tupelotræ-familien (Nyssaceae) Juss. ex Dumort., nom. cons.
  - Hydrostachyaceae Engl., nom. cons.
  - Hortensia-familien (Hydrangeaceae) Dumort., nom. cons.
  - Loasaceae Juss., nom. cons.
  - Curtisiaceae Takht.
  - Grubbiaceae Endl. ex Meisn., nom. cons.
  - Kornel-familien (Cornaceae) Bercht. & J.Presl, nom. cons.
- Lyng-ordenen (Ericales) Bercht. & J.Presl
  - Flittiglise-familien (Balsaminaceae) A.Rich., nom. cons.
  - Marcgraviaceae Bercht. & J.Presl, nom. cons.
  - Tetrameristaceae Hutch.
  - Fouquieriaceae DC., nom. cons.
  - Floks-familien (Polemoniaceae) Juss., nom. cons.
  - Lecythidaceae A.Rich., nom. cons.
  - Sladeniaceae Airy Shaw
  - Pentaphylacaceae Engl., nom. cons.
  - Sapotaceae Juss., nom. cons.
  - Ibenholt-familien (Ebenaceae) Gürke, nom. cons.
  - Kodriver-familien (Primulaceae) Batsch ex Borkh., nom. cons.
  - Te-familien (Theaceae) Mirb., nom. cons.
  - Symplocaceae Desf., nom. cons.
  - Fjeldpryd-familien (Diapensiaceae) Lindl., nom. cons.
  - Storax-familien (Styracaceae) DC. & Spreng., nom. cons.
  - Sarraceniaceae Dumort., nom. cons.
  - Roridulaceae Martinov, nom. cons.
  - Kiwi-familien (Actinidiaceae) Gilg & Werderm., nom. cons.
  - Konvalbusk-familien (Clethraceae) Klotzsch, nom. cons.
  - Cyrillaceae Lindl., nom. cons.
  - Lyng-familien (Ericaceae) Juss., nom. cons.
  - Mitrastemonaceae Makino, nom. cons. (uklar placering indenfor ordenen)
- Icacinales Tiegh. †
  - Oncothecaceae Kobuski ex Airy Shaw
  - Icacinaceae Miers, nom. cons. *
- Metteniusales Takht. †
  - Metteniusaceae H.Karst. ex Schnizl. *
- Garryales Mart.
  - Eucommiaceae Engl., nom. cons.
  - Garryaceae Lindl., nom. cons.
- Ensian-ordenen (Gentianales) Juss. ex Bercht. & J.Presl
  - Krap-familien (Rubiaceae) Juss., nom. cons.
  - Ensian-familien (Gentianaceae) Juss., nom. cons.
  - Loganiaceae R.Br. ex Mart., nom. cons.
  - Gelsemiaceae L.Struwe & V.A.Albert * (omfattende Pteleocarpaceae Brummitt)
  - Singrøn-familien (Apocynaceae) Juss., nom. cons.
- Rublad-ordenen (Boraginales) Juss. ex Bercht. & J.Presl †
  - Rublad-familien (Boraginaceae) Juss., nom. cons. (omfattende Codonaceae Weigend & Hilger)
- Vahliales Doweld †
  - Vahliaceae Dandy
- Natskygge-ordenen (Solanales) Juss. ex Bercht. & J.Presl
  - Snerle-familien (Convolvulaceae) Juss., nom. cons.
  - Natskygge-familien (Solanaceae) Juss., nom. cons.
  - Montiniaceae Nakai, nom. cons.
  - Sphenocleaceae T.Baskerv., nom. cons.
  - Hydroleaceae R.Br.
- Læbeblomst-ordenen (Lamiales) Bromhead
  - Plocospermataceae Hutch.
  - Carlemanniaceae Airy Shaw
  - Oliven-familien (Oleaceae) Hoffmanns. & Link, nom. cons.
  - Carlemanniaceae Wettst.
  - Tøffelblomst-familien (Calceolariaceae) Olmstead
  - Gesneriaceae Rich. & Juss., nom. cons. * (placeringen af Peltanthera Benth. er problematisk og betragtes her som manglende en placering i en familie)
  - Vejbred-familien (Plantaginaceae) Juss., nom. cons.
  - Maskeblomst-familien (Scrophulariaceae) Juss., nom. cons.
  - Stilbaceae Kunth, nom. cons.
  - Linderniaceae Borsch et al.
  - Byblidaceae Domin, nom. cons.
  - Martyniaceae Horan., nom. cons.
  - Sesam-familien (Pedaliaceae) R.Br., nom. cons.
  - Akantus-familien (Acanthaceae) Juss., nom. cons.
  - Trompettræ-familien (Bignoniaceae) Juss., nom. cons.
  - Blærerod-familien (Lentibulariaceae) Rich., nom. cons.
  - Schlegeliaceae Reveal
  - Thomandersiaceae Sreem.
  - Jernurt-familien (Verbenaceae) J.St.Hil., nom. cons.
  - Læbeblomst-familien (Lamiaceae) Martinov, nom. cons. (= Labiatae Juss., nom. cons.)
  - Mazaceae Reveal
  - Phrymaceae Schauer, nom. cons. *
  - Kejsertræ-familien (Paulowniaceae) Nakai
  - Gyvelkvæler-familien (Orobanchaceae) Vent., nom. cons. * (omfattende Lindenbergiaceae Doweld, Rehmanniaceae Reveal)
- Kristtorn-ordenen (Aquifoliales) Senft
  - Stemonuraceae Kårehed
  - Stemonuraceae Blume, nom. cons.
  - Phyllonomaceae Small
  - Helwingiaceae Decne.
  - Kristtorn-familien (Aquifoliaceae) Bercht. & J.Presl, nom. cons.
- Kurvblomst-ordenen (Asterales) Link
  - Rousseaceae DC.
  - Klokkeblomst-familien (Campanulaceae) Juss., nom. cons.
  - Pentaphragmataceae J.Agardh, nom. cons.
  - Stylidiaceae R.Br., nom. cons.
  - Alseuosmiaceae Airy Shaw
  - Phellinaceae Takht.
  - Argophyllaceae Takht.
  - Bukkeblad-familien (Menyanthaceae) Dumort., nom. cons.
  - Goodeniaceae R.Br., nom. cons.
  - Calyceraceae R.Br. ex Rich., nom. cons.
  - Kurvblomst-familien (Asteraceae) Bercht. & J.Presl, nom. cons. (= Compositae Giseke, nom. cons.)
- Eskallonia-ordenen (Escalloniales) Link
  - Eskallonia-familien (Escalloniaceae) R.Br. ex Dumort., nom. cons.
- Bruniales Dumort.
  - Columelliaceae D.Don, nom. cons.
  - Bruniaceae R.Br. ex DC., nom. cons.
- Paracryphiales Takht. ex Reveal
  - Paracryphiaceae Airy Shaw
- Kartebolle-ordenen (Dipsacales) Juss. ex Bercht. & J.Presl
  - Desmerurt-familien (Adoxaceae) E.Mey., nom. cons. (= Viburnaceae Raf., nom. cons. prop.)
  - Gedeblad-familien (Caprifoliaceae) Juss., nom. cons.
- Skærmplante-ordenen (Apiales) Nakai
  - Pennantiaceae J.Agardh
  - Torricelliaceae Hu
  - Griseliniaceae Takht., nom. cons. prop.
  - Klæbefrø-familien (Pittosporaceae) R.Br., nom. cons.
  - Vedbend-familien (Araliaceae) Juss., nom. cons.
  - Myodocarpaceae Doweld
  - Skærmplante-familien (Apiaceae) Lindl., nom. cons. (= Umbelliferae Juss., nom. cons.)

## Klassificering
I modsætning til det man valgte ved offentliggørelsen af APG III-systemet, er der ikke kommet nogen revision af grupperingerne til de højere niveauer af APG IV